# 要田禎子
要田 禎子（ようだ さちこ、1959年2月1日 - ）は、日本の女優、声優。神奈川県出身。劇団昴所属。

## 人物
桜美林大学卒業。
趣味は読書　ドライブ。

## 出演作品

### 吹き替え
- ER緊急救命室
  - シーズンⅠ #14（サリー・エイガー〈クリスティナ・コギンズ〉）
  - シーズンⅦ #16（メリー〈ヴェロニカ・ローレンス〉）
  - シーズンⅩ #1（デニス・ジョンソン〈エミリー・クライン〉）
  - シーズンⅩⅡ #10（タマラ・ゴードン〈ジリアン・アルメナンテ〉）
- キム・ポッシブル（アン・ポッシブル）
- セントラルパークの妖精 スタンリーのゆかいな冒険
- ダーク・ハーフ
- 父の祈りを（ギャレス・ピアース）
- デモリションマン
- ビューティフル・ピープル
- ビルとテッドの地獄旅行

### 映画
- 愛を乞うひと
- 星に語りて

### テレビドラマ
- 身辺警護
- 特警ウインスペクター（立花美津子）
- 森村誠一の終着駅シリーズ（浜田圭子）

### テレビアニメ
- 惡の華
- ギャラクシーエンジェル（おでん屋）
- 週刊ストーリーランド（お里、声A）
- キミとアイドルプリキュア♪（2025年、西村恵子[3]）

### 舞台
- イノセントピープル
- あしたはどっちだ
- 隣で浮気?
- ジュリアス・シーザー
- あの夏、少年はいた
- 億萬長者夫人
- くじら島
- 花嫁付き添い人の秘密
- お気に召すまま

### CM
- マイランド
- 三井住友ファイナンシャルグループ
- キャノン・ピクサス